# Atom (edytor tekstu)
Atom – desktopowy edytor kodu źródłowego z 
kolorowaniem składni dla wielu języków. Można w nim też edytować wszystkie pliki tekstowe. Dystrybuowany na otwartej licencji MIT. 
Program bazuje na frameworku Electron znanym np. z przeglądarki Chromium(oraz pochodnej Chrome). Dzięki temu rozwiązaniu możliwe było wydawanie programu wieloplatformowo i każdy znający JavaScript mógł go w miarę łatwo rozszerzyć o potrzebne mu funkcje. Umożliwiał też integrację z niektórymi kompilatorami.
Domyślnie Atom posiadał również rozszerzenia pozwalające na wygodną prace w oparciu o systemu kontroli wersji GIT oraz integracje z serwisem GitHub.com.

## Zamknięcie projektu
Po wykupieniu GitHuba (oraz projektu Atom do którego prawa posiadał) przez Microsoft, mimo wcześniejszych zapowiedzi ogłoszono zakończenie rozwoju oprogramowania na grudzień 2022, oficjalnie ze względu na brak aktywnego rozwoju, nieoficjalnie ze względu na to, że była to bezpośrednia konkurencja dla projektu VSCode.
Po zamknięciu projektu pojawiły się jego kontynuacje takie jak np.: 
- Pulsar - https://pulsar-edit.dev/
- Atom-NG - https://thorium.rocks/atom-ng/

## Pakiety
Tak jak większość konfigurowalnych edytorów tekstu Atom pozwalał użytkownikom na instalację zewnętrznych pakietów i stylów graficznych w celu dostosowywania możliwości i wyglądu edytora. Pakiety można instalować, publikować i zarządzać nimi poprzez wbudowany system zarządzania pakietami apm.

## Wspierane języki programowania
Domyślne pakiety Atoma pozwalają na kolorowanie składni następujących języków programowania i rozszerzeń plików:
- C
- clojure
- coffee-script
- csharp
- CSS
- gfm
- git
- go
- HTML
- hyperlink
- java
- avascript
- JSON
- less
- make
- mustache
- objective-c
- perl
- php
- property-list
- python
- ruby
- ruby-on-rails
- sass
- shellscript
- SQL
- text
- todo
- toml
- XML
- YAML

## Licencja
Początkowo pakiety rozszerzeń do Atoma i wszystko, co nie było częścią silnika aplikacji, publikowane było na licencji wolnego oprogramowania. 6 Maja 2014 całość aplikacji, włączając w to silnik aplikacji, menedżer pakietów oraz framework Electron, została opublikowana jako darmowe i wolne oprogramowanie na licencji MIT.